# Egologie
Egologie (von lateinisch ego ‚ich’, und griechisch λόγος lógos ‚Lehre‘, ‚Wissenschaft‘) ist ein im 18. Jahrhundert in Frankreich aufkommender Neologismus für die Erforschung des Subjekt-Seins.

## Problemstellung
Erkenntnistheoretisch steht Descartes Trennung von „Ich“ als erkennendem Subjekt und „Welt“ als erkennbarem Objekt am Beginn der neuzeitlichen abendländischen Philosophie. Dieser Dualismus führte in der Folgezeit zu tiefgreifenden und kontroversen Diskussionen über die Art der Wechselwirkung zwischen Subjekt und Objekt und über das „Wesen“ des „Ich“. Sprachtheoretisch gehört das Wort „Ich“ neben Wörtern wie „hier“, „dies“ und „mein“ zu den indexikalen Ausdrücken, die Bertrand Russell egocentric particulars nannte. Da sie selbstbezogen (egozentriert) benutzt werden, führt ihr Gebrauch zu sogenannter asymmetrischen Verwendung. Die dabei auftretenden Probleme führten zu verschiedenen Interpretationen und Kontroversen, so am Ende des 20. Jahrhunderts durch Rudolf Haller, Hector-Neri Castaneda und Jesús Padilla Gálvez.

## Zugänge

### Husserl
Edmund Husserl griff die Egologie Anfang des 20. Jahrhunderts vor allem in seinen Cartesianischen Meditationen auf und entfaltete sie im Sinne seiner Phänomenologie und phänomenologischen Egologie.
In direktem Anschluss an Descartes geht es Husserl hierbei um eine absolut subjektive Wissenschaft, eine Wissenschaft, deren Gegenstand in seinem Sein von der Entscheidung über Nichtsein oder Sein der Welt unabhängig ist. Nach Husserl fängt diese absolut subjektive Wissenschaft sicherlich als reine Egologie an, und als eine Wissenschaft, die uns, wie es scheint, zu einem, obschon transzendentalen, Solipsismus verurteilt. Es ist ja noch gar nicht abzusehen, wie in der Einstellung der Reduktion andere Ego – nicht als bloß weltliche Phänomene, sondern als andere transzendentale Ego – als seiend sollen setzbar werden können, und damit zu mitberechtigten Themen einer phänomenologischen Egologie.
Wesentlich für Husserls Egologie ist seine Unterscheidung zwischen faktischem und transzendentalem Ego, d. h. zwischen welthaftem, empirischem Ich-Empfinden des menschlichen Psychophysikums und dem transzendentalen, transmundanen, unbezweifelbaren, apodiktisch evidenten ICH.
Die Egologie beginnt zwar zunächst als Monadologie der einzelnen Monade, schreitet dann aber jenseits einer solipsistischen Position über die transzendentale Reduktion (des transzendentalen Egos) weiter zu einer intersubjektiven Phänomenologie:
„Der Ordnung nach wäre die an sich erste der philosophischen Disziplinen die solipsistisch beschränkte Egologie, die des primordial reduzierten Ego, dann erst käme die in ihr fundierte intersubjektive Phänomenologie, und zwar in einer Allgemeinheit, die zunächst die universalen Fragen behandelt, um sich dann erst in die apriorischen Wissenschaften zu verzweigen.“

### Wittgenstein
Wie seine gesamte Philosophie ist auch die Egologie Ludwig Wittgensteins in der frühen Phase sehr verschieden von derjenigen der mittleren und späteren Schaffensperiode. Während er anfangs dem „philosophischen Ich“ als „metaphysischem Subjekt“ eine besondere Rolle zuwies, versuchte er später, Wörter wie „ich“ und „mein“ zunächst „von ihrer metaphysischen, wieder auf ihre alltägliche Verwendung zurück[zuführen]“. und dann ganz aus der Sprache zu eliminieren.
Im Tractatus logico-philosophicus  behauptete er 1918 „Ich bin meine Welt. (Der Mikrokosmos.)“ und „Das Ich tritt in die Philosophie dadurch ein, dass die Welt meine Welt ist“. Diese Formulierungen rückten ihn schon früh in die Nähe des Solipsismus.
Gleichzeitig distanzierte sich Wittgenstein mit dem Satz „Das denkende, vorstellende, Subjekt gibt es nicht.“ in scharfer Form von der cartesianischen Vorstellung des Ich als einer res cogitans, als eines Subjekts, das die Objekte der Welt wahrnimmt und mit seinem Verstand analysiert. Ebenso verneinte er, dass das „philosophische Ich“ einen Körper oder eine Seele bezeichne, vielmehr gehöre es „nicht zur Welt, sondern es ist eine Grenze der Welt“ Beachtet man, dass für Wittgenstein „die Welt“ all dasjenige umfasst, was denkbar und sagbar ist, und alles außerhalb dieser Welt sich in der Welt nur „zeige“, so nimmt das Ich im „Tractatus“ eine – wohl Ideen von Arthur Schopenhauer und Otto Weininger folgend – eine Sonderrolle ein.
Die mittlere und späte Phase Wittgensteins während seiner Lehrtätigkeit in Cambridge ist durch seine fundamentale Sprachkritik, die Pragmatische Wende gekennzeichnet. Dazu gehörte nicht zuletzt auch die Frage nach einer sinnvollen Bedeutung des Wortes „Ich“. Seiner neuen Methode folgend untersuchte Wittgenstein die sprachlichen Kontexte, in denen dieses Personalpronomen verwendet wird, sei es in Sprachspielen oder in der Alltagssprache.
Wittgenstein stellte klar, dass „Ich“ kein Ersatz für einen Personennamen ist, auch nicht eine Person bezeichnet, „die jetzt spricht“, und ebenso wenig einen Körper, weder im subjektiven (Selbstzuschreibung von Gefühlen) noch im objektiven Gebrauch (Selbstzuschreibung von objektiven Zuständen, z. B. „Ich habe eine Beule am Kopf“).  Zwar äußerte Wittgenstein bereits Ende 1929 im Wiener Kreis: „Das Wort „Ich“ gehört zu denjenigen Wörtern, die man aus der Sprache eliminieren kann.“, doch legte er sich bis zum Lebensende nicht eindeutig fest, ob Selbstzuschreibungen wie „Ich habe Zahnschmerzen“ notwendigerweise ein Subjekt als Träger voraussetzen, auf das diese bezogen werden.

## Ichologie
Im Anschluss an seine Kritik des Ego-Begriffs, wonach das eingedeutschte Wort Ego mittlerweile in den Sprachspielen des 21. Jahrhunderts fast ausschließlich den semantischen Gehalt des faktischen Ich angenommen habe und damit die zentrale egologische Differenz Husserls untergrabe, hat Andreas Mascha den Begriff der Ichologie für die Bezeichnung einer absolut subjektiven Wissenschaft vorgeschlagen.
Siehe auch Ich

### Zu Husserl
siehe Einzelnachweise

### Zu Wittgenstein
- Rudolf Haller: Unklarheiten über das Ich oder „Ich“, Ludwig Wittgenstein. In: Révue internationale de Philosophie 2 (1989), S. 249–263.
- Rudolf Haller: Beiträge zur Egologie Wittgensteins. In: B. McGuinnes, R. Haller (Hrsg.): Wittgenstein in Focus – Im Brennpunkt: Wittgenstein. Amsterdam 1989 (= Grazer Philosophische Studien 33/34), S. 353–373.
- Jesús Padilla Gálvez: Die Verwendung des Wortes „Ich“ bei L. Wittgenstein. Eine sprachanalytische Skizze zur Selbstbezüglichkeit des Selbstbewusstseins. Wittgenstein-Studien 1/1995, Datei 06-1-95.TXT.
- Jesús Padilla Gálvez: Gibt es in der Sprache ein metaphysisches Subjekt?. In: Contributions of the Austrian Ludwig Wittgenstein Society / = Beiträge der Österreichischen Ludwig-Wittgenstein-Gesellschaft 3, Kirchberg am Wechsel 1995, S. 97–104.
- Wilhelm Vossenkuhl: Solipsismus und Sprachkritik. Beiträge zu Wittgenstein. Berlin 2009, ISBN 978-3-937262-45-1.